# تل قلعه چغا
تل قلعه چغا مربوط به سده‌های اولیه دوران‌های تاریخی پیش از اسلام است و در شهرستان مرودشت، بخش کامفیروز، دهستان کامفیروز جنوبی، ۲/۵ کیلومتری شمال شرقی روستای چغا واقع شده و این اثر در تاریخ ۳۰ بهمن ۱۳۸۶ با شمارهٔ ثبت ۲۰۸۲۲ به‌عنوان یکی از آثار ملی ایران به ثبت رسیده است. کلمه چُغا بر وزن دعا به معنی تپه در زبان فارسی است و از آنجا که قلعه بر بالای تپه ساخته شده بوده‌است قلعه چغا نامیده شده. به اعتقاد ساکنین قدیمی این تپه را گبر ها در دوران پیش از اسلام ساخته اند . اولین مالک دارای سند قانونی قلعه چغا حاج نصراللّه خان ایلخانی بود، حاج نصراللّه خان علاوه بر قلعه چُغا مالکیت‌های زیادی در سراسر کامفیروز داشته که عمده املاک خود را فروخت جز قلعهٔ چغا و دو روستای دیگر به نام‌های پلنگی و آب بادو در قلعهٔ چغا املاکشان را به دوتن از ساکنان صاحب نفوذ و ملای ساکن روستا اجاره دادند در ضمن این دو تن کدخدای این روستا بودند که این دو تن به نام‌های ملاّ حسن خان موثقی قلعه چغایی و ملاّ حیدرموثقی قلعه چغایی (که دو برادر بودند و از نوادگان اجاره داران و ساکنان قدیمی همین روستا بوده‌اند) می‌باشند که در حال حاضر نیز اکثر ساکنان روستا از نوادگان این دو تن می‌باشند. البته بعد از مدتی ورثه نصراله خان به نام زینت السلطنه که صاحب تمام املاک قلعه چغا و پلنگی و آب باد بود آن را فروخت به مرحوم حاج سید محمد دبیری و ایشان تا سال ۱۳۴۷ که اصلاحات ارضی پیش آمد همچنان مالک آن بود. تل قلعه چغا تا حدود ۴۰ سال قبل مسکونی بود که به علت آبگیری سد درودزن مردم به روستای چغا فعلی کوچ کرده‌اند. تل قلعه چغا جایی دیدنی است و چشم‌اندازی زیبا دارد و دقیقاً در کنار رود کر واقع شده که آب رود از حاشیه تل عبور می‌کند.